# 몰리 스미튼 다운스
몰리 스미튼-다운스(1985년 4월 2일 ~ )는 예명 몰리로 더 잘 알려진 영국의 가수이다. BBC에 의해 덴마크, 코펜하겐에서 열린 유로비전 송 콘테스트 2014의 영국 대표로 발탁되어 참가하게 되었다.

## 경력
2011년 12월 18일, 그녀의 첫 EP 음반인 Fly Away With Me가 발매되었으며, 2013년까지 영국 내 음반 시상식에서 2개의 상을 수상하였다. 2013년, 스웨덴의 프로듀서인 안데르스 한손과 콜라보레이션 곡을 발매하였다.
2014년 3월 3일, 그녀는 BBC에 의해 유로비전 송 콘테스트 2014의 영국 대표 참가 자격을 얻었다. 그녀의 곡 "Children of the Universe"는 음악을 쓰는데 있어서 정치적 장벽을 허물기 위해 썼다고 한다.

## 음반 목록

### EP
- "Fly Away with Me" (2011)

### 싱글
- "Beneath the Lights" (2013)
- "Children of the Universe" (2014)